# Damsdorf (Steinreich)
Damsdorf (Anhörenⓘ) ist ein zum Ortsteil Glienig gehörender bewohnter Gemeindeteil der Gemeinde Steinreich im Landkreis Dahme-Spreewald in Brandenburg. Zwischen dem 5. Oktober 1950 und dem 1. Juni 1964 war Damsdorf eine eigenständige Gemeinde. Der Ort gehört dem Amt Unterspreewald an, liegt selbst jedoch nicht im Spreewald.

## Lage
Damsdorf liegt im Südosten des Fläming, elf Kilometer westlich der Stadt Golßen. Umliegende Ortschaften sind Merzdorf im Norden, Groß Ziescht im Nordosten, Schenkendorf im Südosten, Glienig im Süden, Buckow im Südwesten sowie Petkus im Nordwesten. Damsdorf liegt an der in West-Ost-Richtung verlaufenden Landesstraße 711 zwischen Wahlsdorf und Golßen sowie an der in Nord-Süd-Richtung verlaufenden Landesstraße 712 zwischen Paplitz und Görsdorf.

## Geschichte
Damsdorf wurde 1481 mit der Schreibweise Domestorff erstmals urkundlich erwähnt. Der Ortsname ist von der niederdeutschen Schreibweise des Personennamens Thomas abgeleitet. Bis zum 30. September 1928 war Damsdorf ein Gutsbezirk innerhalb des Landkreises Jüterbog-Luckenwalde in der preußischen Provinz Brandenburg, danach wurde der Gutsbezirk aufgelöst und der Gemeinde Glienig angegliedert.
Am 5. Oktober 1950 wurde Damsdorf aus Glienig ausgegliedert und eine eigenständige Gemeinde. Bei der DDR-Kreisreform 1952 wurde der Landkreis Luckenwalde aufgelöst und die Gemeinde Damsdorf dem Kreis Luckau im Bezirk Cottbus zugeordnet. Am 1. Juni 1964 wurde die Gemeinde Damsdorf wieder nach Glienig eingemeindet. Seit der Wende und der brandenburgischen Kreisreform 1993 liegt Damsdorf im Landkreis Dahme-Spreewald. Am 31. Dezember 2002 fusionierte die Gemeinde Glienig mit dem benachbarten Sellendorf zu der neuen Gemeinde Steinreich.